# Stilbella acerina
Stilbella acerina är en svampart som beskrevs av Overh. 1943. Stilbella acerina ingår i släktet Stilbella, ordningen köttkärnsvampar, klassen Sordariomycetes, divisionen sporsäcksvampar och riket svampar.   Inga underarter finns listade i Catalogue of Life.